# 8758 Perdix
8758 Perdix (6683 P-L) là một tiểu hành tinh nằm phía ngoài của vành đai chính được phát hiện ngày 24 tháng 9 năm 1960 bởi Cornelis Johannes van Houten, Ingrid van Houten-Groeneveld và Tom Gehrels ở Đài thiên văn Palomar.